# Село имени Жанкожа батыра
имени Жанкожа батыра (каз. Жанқожа батыр ат.а., до 1997 г. — Жидели) — село в Казалинском районе Кызылординской области Казахстана. Административный центр и единственный населённый пункт Арыкбалыкского сельского округа. Код КАТО — 434435100.
Село названо в честь казахского народного героя Жанкожа-батыра.

## Население
В 1999 году население села составляло 1701 человек (868 мужчин и 833 женщины). По данным переписи 2009 года, в селе проживал 1831 человек (979 мужчин и 852 женщины).